# Етол
Етол (грец. Αιτωλός) — син царя Еліди Ендіміона, епонім Етолії. Сини Апіса, випадково вбитого Етола, прогнали його. Етол прибув до країни куретів, яка стала називатись Етолією.
Етол — син Оксіла, брат Лаія. Етол помер у ранньому віці, йому спорудили гробницю біля брами, яка вела до Олімпії.